# فرونقش (چاپ)

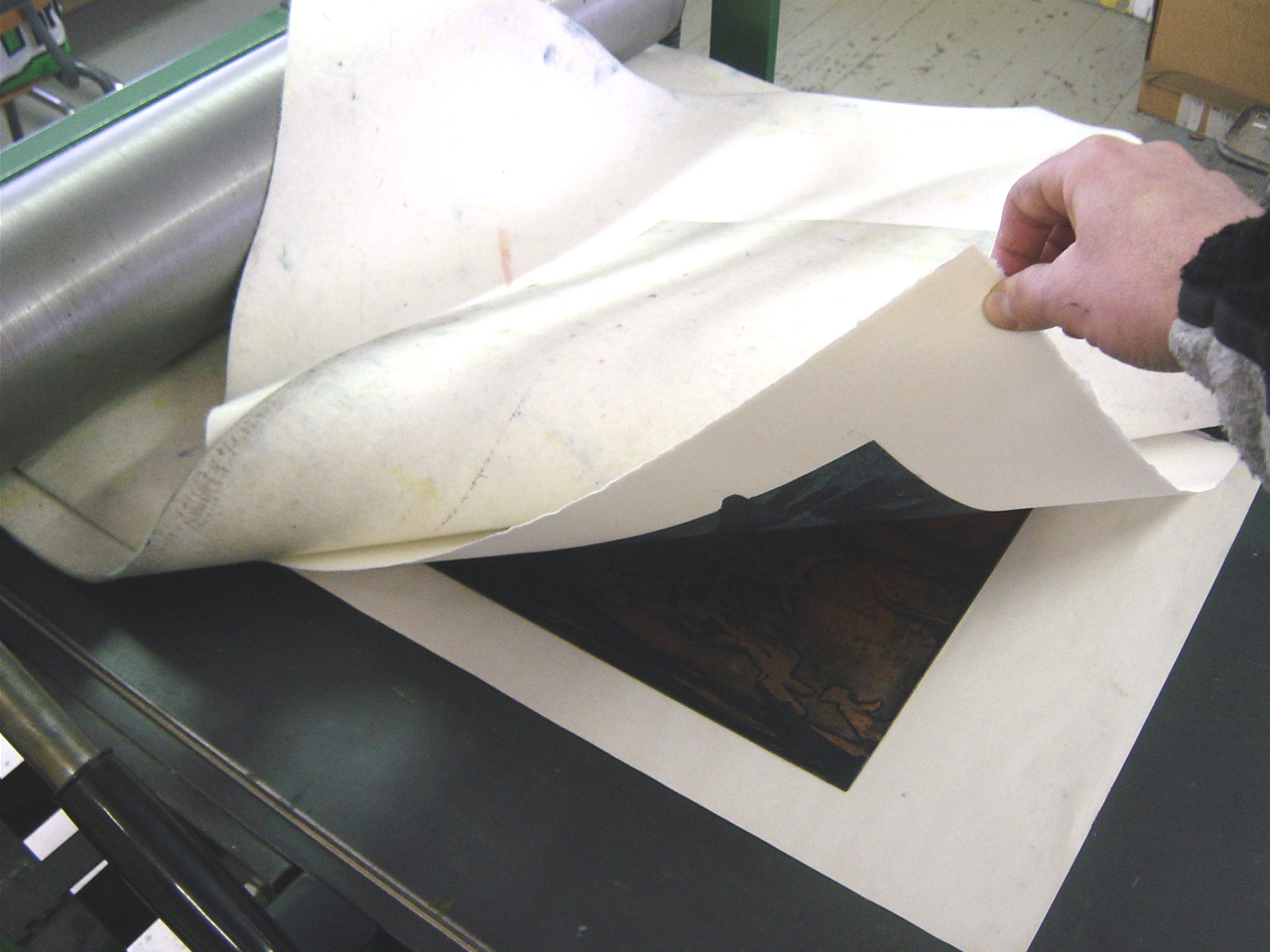
فرونقش (چاپ)

فرونقش یا چاپِ گود، فنی در چاپ که عمدتاً برای اهداف گرافیکی مورد استفاده قرار می‌گیرد. در این روش، ناحیه‌هایی که قرار است چاپ شوند پایین‌تر از سطح کلیشه، حکاکی یا کلیشه‌سازی می‌شوند. این کلیشه، مُرَکّبی و سپس سطح آن کاملاً تمیز می‌شود و ته ماندهٔ مرکب که فقط در قسمت‌های حکاکی شده باقی مانده، بر اثر فشار - معمولاً با استفاده از یک پِرِس غلطکی - به ورق کاغذ یا به سطح چاپی دیگر منتقل می‌شود. تنها فرایند چاپ فرونَقش که هنوز استفادهٔ تجاری دارد، فتوگِراوْر است.
چاپ هلیوگراور، به عبارات دیگر «چاپ گود» یا «روتوگراور» (گونه‌ای از چاپ‌های برجسته) روش چاپ است که در آن شکل بخش «تحویل رنگ» جسم چاپ‌کننده گود است. در ابتدا تمامی سطح غلطک چاپ به رنگ آغشته شده و سپس با افزاری چون کاردک رنگ‌های مازاد زدوده می‌شوند، به‌طوری‌که رنگ در گودی‌ها، جهت تحویل به کاغذ بجا می‌ماند. چاپ با فشار بسیار زیاد غلطک به روی جنس مورد چاپ انجام می‌پذیرد. غلطک‌ها روکشی دائم یا موقت، اغلب از جنس مس دارند و طرح چاپ (تفکیک شده به رنگهای مورد لزوم) با روش‌های شیمیایی یا مکانیکی بروی این قشر مس «کنده کاری» یا به اصطلاح گراور سازی می‌شود.
چاپ فرونَقش در بخش تولید صنعتی و هنری کاربری بسیار دارد و بخاطر نسبتاً پر هزینه بودن تولید گراورهای گود برای تولیدات کلان (از ۳۰۰۰۰۰ برگ بیشتر) به کار گرفته می‌شود. در واقع مواردی که چاپ افست مقرون به صرفه نیست. موارد مصرف عمده این روش، چاپ در روی نایلون، انواع مقوا، (از جمله نوع روکش نایلون دار) و کاغذ عادی است. محصولات این روش چاپ عبارتند از انواع نایلون‌های بسته‌بندی و کیسه سازی، مقوای بسته‌بندی (مثل تتراپاک و غیره)، اسکناس، اوراق بهادار و اغلب مجله‌ها با تیراژ بالا.